# Президент Исландии
Президент Исландии (исл. Forseti Íslands) является главой Республики Исландия, осуществляет исполнительные полномочия совместно с другими государственными органами исполнительной власти и одновременно вместе с альтингом осуществляет законодательную власть, что установлено конституцией (от 17 июня 1944 года) и иными законами.
Президентской резиденцией является расположенное в общине Аульфтанес недалеко от Рейкьявика поместье Бессастадир.

## Полномочия президента

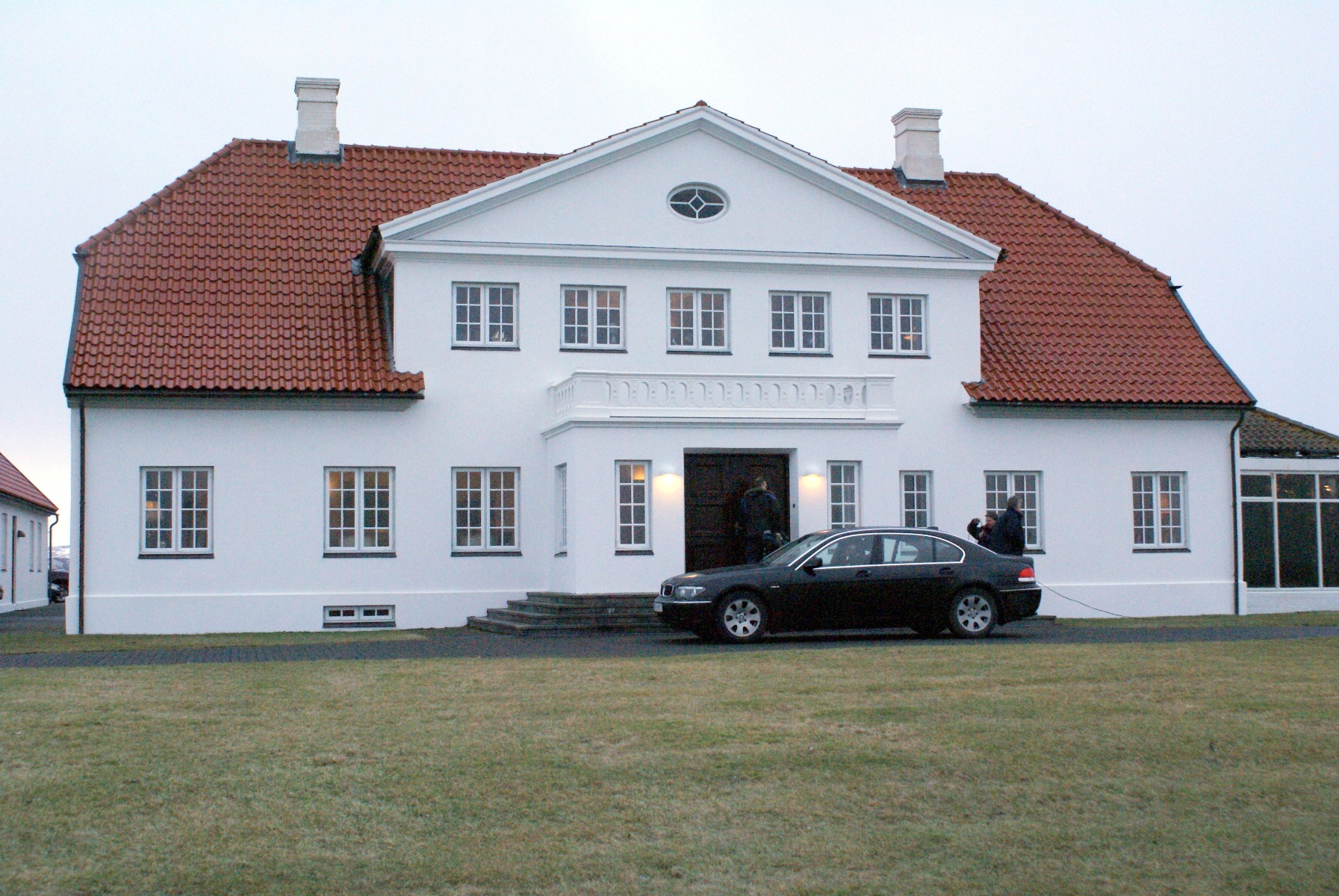
Резиденция президента Исландии Бессастадир

Правовое положение президента Исландии определяется конституцией и уточняется рядом других законов.
Он не может быть членом альтинга и не вправе получать вознаграждение от любого лица. При вступлении в должность президент приносит присягу или делает заявление о соблюдении конституции, этот акт составляется в двух равных экземплярах, хранимых в альтинге и в государственном архиве. Президент освобождён от ответственности за свои официальные действия (это относимо также к лицам, осуществляющим его полномочия временно). Уголовное преследование против президента может быть возбуждено только с согласия альтинга. Президент обязан покинуть свою должность досрочно по результатам плебисцита, инициированного тремя четвертями депутатов альтинга; такой плебисцит подлежит проведению в течение двух календарных месяцев со дня принятия соответствующей резолюции, на протяжении которых президент не должен выполнять свои функции; в случае отклонения плебисцитом указанной резолюции альтинг немедленно распускается и проводятся парламентские выборы. Президент назначает членов Кабинета министров и принимает их отставку, устанавливает количество министров и определяет их обязанности. Он заключает международные договоры, однако если они содержат отказ от прав на территорию или территориальные воды либо установление на них сервитута или предполагают изменения в государственной системе, то таковые заключаются с согласия альтинга.
Обязанностью президента является созыв альтинга не позднее чем через десять недель после выборов его состава и ежегодное открытие очередных парламентских сессий альтинга; также он вправе созвать альтинг на внеочередное заседание при чрезвычайных обстоятельствах или должен это сделать по запросу большинства его депутатов. Право президента при необходимости издавать в межсессионные периоды альтинга издавать временные законы ограничено их внеочередным рассмотрением после возобновлении работы парламента; не получившие одобрения альтинга временные законы утрачивают силу. Участие президента в законодательной сфере также состоит в санкционировании законопроектов, подготовленные по инициативе правительства, до их представления парламенту. Принятый альтингом законопроект должен быть утверждён президентом не позднее двух недель после голосования, — такое утверждение придаёт ему силу закона. На случай отказа президента в утверждении законопроекта конституцией предусмотрена процедура передачи законопроекта на плебисцит, на котором отлагательное вето президента может быть преодолено. В области права президент может принять обоснованное решение о прекращении уголовного или административного преследования, осуществляет помилование и объявляет амнистию, однако не может без согласия альтинга освободить министра от судебного преследования или от наказания, наложенного судом по государственным преступлениям.

## Список президентов Исландии
Легенда комментариев: 1 избран в альтинге · 2 скончался на посту президента · 3 избран без альтернативы
|           | Портрет | Имя (годы жизни)                                                        | Полномочия     | Полномочия      | Продолжительность полномочий       | Выборы | Пр.           |
| Начало    | Портрет | Имя (годы жизни)                                                        | Окончание      |                 | Продолжительность полномочий       | Выборы | Пр.           |
| --------- | --- | ----------------------------------------------------------------------- | -------------- | --------------- | ---------------------------------- | ------ | ------------- |
| 1 (I—III) | | Свейдн Бьёрнссон (1881—1952) исл. Sveinn Björnsson                      | 17 июня 1944   | 25 января 19522 | 7 лет 7 месяцев 8 дней (2778 дней) | 19441  | [ 3 ] [ 4 ]   |
| 1 (I—III) | 19453 | Свейдн Бьёрнссон (1881—1952) исл. Sveinn Björnsson                      | 17 июня 1944   | 25 января 19522 | 7 лет 7 месяцев 8 дней (2778 дней) |        | [ 3 ] [ 4 ]   |
| 1 (I—III) | 19493 | Свейдн Бьёрнссон (1881—1952) исл. Sveinn Björnsson                      | 17 июня 1944   | 25 января 19522 | 7 лет 7 месяцев 8 дней (2778 дней) |        | [ 3 ] [ 4 ]   |
| 1 (I—III) | Регент Исландии в 1941—1944 годах, позже стал первым президентом Исландии. Единственный президент, скончавшийся на этом посту; согласно конституции образовавшуюся вакансию заполнил специальный орган (триумвират) в составе премьер-министра Стейнгримюра Стейнтоурссона, председателя альтинга (Jón Pálmason) и председателя Верховного Суда (Jón Ásbjörnsson). | Свейдн Бьёрнссон (1881—1952) исл. Sveinn Björnsson                      |                |                 |                                    |        |               |
| 2 (I—IV)  | | Аусгейр Аусгейрссон (1894—1972) исл. Ásgeir Ásgeirsson                  | 1 августа 1952 | 1 августа 1968  | 16 лет (5844 дня)                  | 1952   | [ 5 ] [ 6 ]   |
| 2 (I—IV)  | 19563 | Аусгейр Аусгейрссон (1894—1972) исл. Ásgeir Ásgeirsson                  | 1 августа 1952 | 1 августа 1968  | 16 лет (5844 дня)                  |        | [ 5 ] [ 6 ]   |
| 2 (I—IV)  | 19603 | Аусгейр Аусгейрссон (1894—1972) исл. Ásgeir Ásgeirsson                  | 1 августа 1952 | 1 августа 1968  | 16 лет (5844 дня)                  |        | [ 5 ] [ 6 ]   |
| 2 (I—IV)  | 19643 | Аусгейр Аусгейрссон (1894—1972) исл. Ásgeir Ásgeirsson                  | 1 августа 1952 | 1 августа 1968  | 16 лет (5844 дня)                  |        | [ 5 ] [ 6 ]   |
| 2 (I—IV)  | Первый президент Исландии, избранный народным голосованием. До избрания президентом принадлежал к Социал-демократической партии (или Народная партия, исл. Alþýðuflokkurinn). | Аусгейр Аусгейрссон (1894—1972) исл. Ásgeir Ásgeirsson                  |                |                 |                                    |        |               |
| 3 (I—III) | | Кристьяун Эльдьяудн (1916—1982) исл. Kristján Eldjárn                   | 1 августа 1968 | 1 августа 1980  | 12 лет (4383 дня)                  | 1968   | [ 7 ] [ 8 ]   |
| 3 (I—III) | 19723 | Кристьяун Эльдьяудн (1916—1982) исл. Kristján Eldjárn                   | 1 августа 1968 | 1 августа 1980  | 12 лет (4383 дня)                  |        | [ 7 ] [ 8 ]   |
| 3 (I—III) | 19763 | Кристьяун Эльдьяудн (1916—1982) исл. Kristján Eldjárn                   | 1 августа 1968 | 1 августа 1980  | 12 лет (4383 дня)                  |        | [ 7 ] [ 8 ]   |
| 3 (I—III) | При Эльдьяудне произошёл самый значительный внешнеполитический кризис с момента объявления независимости — «третья тресковая война». | Кристьяун Эльдьяудн (1916—1982) исл. Kristján Eldjárn                   |                |                 |                                    |        |               |
| 4 (I—IV)  | | Вигдис Финнбогадоуттир (1930—) исл. Vigdís Finnbogadóttir               | 1 августа 1980 | 1 августа 1996  | 16 лет (5844 дня)                  | 1980   | [ 9 ] [ 10 ]  |
| 4 (I—IV)  | 19843 | Вигдис Финнбогадоуттир (1930—) исл. Vigdís Finnbogadóttir               | 1 августа 1980 | 1 августа 1996  | 16 лет (5844 дня)                  |        | [ 9 ] [ 10 ]  |
| 4 (I—IV)  | 1988 | Вигдис Финнбогадоуттир (1930—) исл. Vigdís Finnbogadóttir               | 1 августа 1980 | 1 августа 1996  | 16 лет (5844 дня)                  |        | [ 9 ] [ 10 ]  |
| 4 (I—IV)  | 19923 | Вигдис Финнбогадоуттир (1930—) исл. Vigdís Finnbogadóttir               | 1 августа 1980 | 1 августа 1996  | 16 лет (5844 дня)                  |        | [ 9 ] [ 10 ]  |
| 4 (I—IV)  | Являлась первой в мире избранной женщиной-президентом, первой женщиной-президентом в Европе, второй в мире. Первый президент Исландии, переизбранный на пост в ходе альтернативных выборов. | Вигдис Финнбогадоуттир (1930—) исл. Vigdís Finnbogadóttir               |                |                 |                                    |        |               |
| 5 (I—V)   | | Оулавюр Рагнар Гримссон (1943—) исл. Ólafur Ragnar Grímsson             | 1 августа 1996 | 1 августа 2016  | 20 лет (7305 дней)                 | 1996   | [ 11 ] [ 12 ] |
| 5 (I—V)   | 20003 | Оулавюр Рагнар Гримссон (1943—) исл. Ólafur Ragnar Grímsson             | 1 августа 1996 | 1 августа 2016  | 20 лет (7305 дней)                 |        | [ 11 ] [ 12 ] |
| 5 (I—V)   | 2004 | Оулавюр Рагнар Гримссон (1943—) исл. Ólafur Ragnar Grímsson             | 1 августа 1996 | 1 августа 2016  | 20 лет (7305 дней)                 |        | [ 11 ] [ 12 ] |
| 5 (I—V)   | 20083 | Оулавюр Рагнар Гримссон (1943—) исл. Ólafur Ragnar Grímsson             | 1 августа 1996 | 1 августа 2016  | 20 лет (7305 дней)                 |        | [ 11 ] [ 12 ] |
| 5 (I—V)   | 2012 | Оулавюр Рагнар Гримссон (1943—) исл. Ólafur Ragnar Grímsson             | 1 августа 1996 | 1 августа 2016  | 20 лет (7305 дней)                 |        | [ 11 ] [ 12 ] |
| 5 (I—V)   | Первый президент Исландии, использовавший своё право отклонить подписание законопроекта, принятого альтингом, передав его в трёх случаях на референдум. До избрания президентом принадлежал к партии Народный союз (исл. Alþýðubandalagið). | Оулавюр Рагнар Гримссон (1943—) исл. Ólafur Ragnar Grímsson             |                |                 |                                    |        |               |
| 6 (I—II)  | | Гвюдни Торласиюс Йоуханнессон (1968—) исл. Guðni Thorlacius Jóhannesson | 1 августа 2016 | 1 августа 2024  | 8 лет (2922 дней)                  | 2016   | [ 13 ] [ 14 ] |
| 6 (I—II)  | 2020 | Гвюдни Торласиюс Йоуханнессон (1968—) исл. Guðni Thorlacius Jóhannesson | 1 августа 2016 | 1 августа 2024  | 8 лет (2922 дней)                  |        | [ 13 ] [ 14 ] |
| 6 (I—II)  | Первый президент Исландии, рождённый после её провозглашения республикой. | Гвюдни Торласиюс Йоуханнессон (1968—) исл. Guðni Thorlacius Jóhannesson |                |                 |                                    |        |               |
| 7         | | Хадла Тоумасдоуттир (1968—) исл. Halla Tómasdóttir                      | 1 августа 2024 | действующий     | 364 дня (364 дней)                 | 2024   | [ 15 ] [ 16 ] |
| 7         | После формирования 21 декабря 2024 года Кабинета Криструн Фростадоуттир впервые в истории страны посты глав государства и правительства были одновременно замещены женщинами. | Хадла Тоумасдоуттир (1968—) исл. Halla Tómasdóttir                      |                |                 |                                    |        |               |

## Обзор президентских выборов в Исландии
Порядок избрания президента Исландии установлен законом, принятым 12 февраля 1945 года.
Согласно ему, президентом может быть любое лицо, достигшее возраста 35 лет и отвечающее требованиям, установленным для участия в выборах в альтинг, за исключением требования о месте жительства. Президент избирается прямым тайным голосованием лиц, имеющих право участия в выборах в альтинг. Кандидатура лица, выдвигаемого в качестве президента, должна быть официально предложена не менее чем 1500 и не более чем 3000 избирателей. Если кандидатов несколько, законно избранным является получивший большинство голосов. Если имеется только один кандидат, он считается законно избранным без голосования. Срок полномочий президента начинается 1 августа и заканчивается 31 июля четыре года спустя. Выборы президента проводятся в июне или июле того года, в котором истекает срок полномочий действующего президента. В случае смерти президента или его выхода в отставку до истечения срока полномочий новый президент избирается на период, заканчивающийся 31 июля четвёртого года после выборов. Если должность президента окажется вакантной или если президент временно не в состоянии выполнять свои обязанности вследствие пребывания за границей, болезни или по другим причинам, Премьер-министр, Председатель Объединённого альтинга и Главный судья Верховного суда осуществляют полномочия президента. Председатель Объединённого альтинга председательствует на их собраниях. В случаях разногласий вопрос решается большинством голосов.

### 1944 год
В связи с провозглашением Исландии республикой бывший регент (представлявший короля Кристиана X в период оккупации Дании Третьим рейхом) Свейдн Бьёрнссон был единогласно избран альтингом 17 июня 1944 года президентом Исландии сроком на 1 год.

### 1945 год
Действующий президент Свейдн Бьёрнссон являлся единственным кандидатом и, в соответствии с Конституцией, стал считаться законно избранным без голосования.

### 1949 год
Действующий президент Свейдн Бьёрнссон являлся единственным кандидатом и, в соответствии с Конституцией, стал считаться законно избранным без голосования.

### 1952 год
Основная статья: Президентские выборы 29 июня 1952 года.
| Кандидаты           | Голосов | %     |
| ------------------- | ------- | ----- |
| Аусгейр Аусгейрссон | 32 924  | 48,24 |
| Бьярни Йоунссон     | 31 045  | 45,50 |
| Гисли Свейнссон     | 4255    | 6,26  |

### 1956 год
Действующий президент Аусгейр Аусгейрссон являлся единственным кандидатом и, в соответствии с Конституцией, стал считаться законно избранным без голосования.

### 1960 год
Действующий президент Аусгейр Аусгейрссон являлся единственным кандидатом и, в соответствии с Конституцией, стал считаться законно избранным без голосования.

### 1964 год
Действующий президент Аусгейр Аусгейрссон являлся единственным кандидатом и, в соответствии с Конституцией, стал считаться законно избранным без голосования.

### 1968 год
Основная статья: Президентские выборы 29 июня 1968 года.
| Кандидаты           | Голосов | %     |
| ------------------- | ------- | ----- |
| Кристьяун Эльдьяудн | 67 544  | 65,60 |
| Гюннар Тороддсен    | 35 428  | 34,40 |

### 1972 год
Действующий президент Кристьяун Эльдьяудн являлся единственным кандидатом и, в соответствии с Конституцией, стал считаться законно избранным без голосования.

### 1976 год
Действующий президент Кристьяун Эльдьяудн являлся единственным кандидатом и, в соответствии с Конституцией, стал считаться законно избранным без голосования.

### 1980 год
Основная статья: Президентские выборы 29 июня 1980 года
| Кандидаты                     | Голосов | %     |
| ----------------------------- | ------- | ----- |
| Вигдис Финнбогадоуттир        | 43 611  | 33,79 |
| Гюдлёйгюр Торвальдссон        | 41 700  | 32,31 |
| Альберт Сигюрдюр Гвюдмюндссон | 25 599  | 19,83 |
| Пьетюр Йенс Торстейнссон      | 18 139  | 14,07 |

### 1984 год
Действующий президент Вигдис Финнбогадоуттир являлась единственным кандидатом и в соответствии с Конституцией стала считаться законно избранной без голосования.

### 1988 год
Основная статья: Президентские выборы 25 июня 1988 года
| Кандидаты              | Голосов | %    |
| ---------------------- | ------- | ---- |
| Вигдис Финнбогадоуттир | 117 292 | 94,6 |
| Сигрун Торстейндоуттир | 6712    | 5,4  |

### 1992 год
Действующий президент Вигдис Финнбогадоуттир являлась единственным кандидатом и в соответствии с Конституцией стала считаться законно избранной без голосования.

### 1996 год
Основная статья: Президентские выборы 29 июня 1996 года.
| Кандидаты               | Голосов | %     |
| ----------------------- | ------- | ----- |
| Оулавюр Рагнар Гримссон | 68 370  | 41,38 |
| Пьетюр Хафстейн         | 48 863  | 29,57 |
| Гвюдрун Агнарсдоуттир   | 43 578  | 26,37 |
| Аусттоур Магнуссон      | 4422    | 2,68  |

### 2000 год
Действующий президент Оулавюр Рагнар Гримссон являлся единственным кандидатом и в соответствии с Конституцией стал считаться законно избранным без голосования.

### 2004 год
Основная статья: Президентские выборы 26 июня 2004 года
| Кандидаты               | Голосов | %     |
| ----------------------- | ------- | ----- |
| Оулавюр Рагнар Гримссон | 90 662  | 85,60 |
| Бальдюр Аугустссон      | 13 250  | 12,51 |
| Аусттоур Магнуссон      | 2001    | 1,89  |

### 2008 год
Действующий президент Оулавюр Рагнар Гримссон являлся единственным кандидатом и в соответствии с Конституцией стал считаться законно избранным без голосования.

### 2012 год
Основная статья: Президентские выборы 30 июня 2012 года.
| Кандидаты                      | Голосов | %     |
| ------------------------------ | ------- | ----- |
| Оулавюр Рагнар Гримссон        | 84 036  | 52,78 |
| Тоура Арноурсдоуттир           | 52 795  | 33,16 |
| Ари Трёйсти Гвюдмюндссон       | 13 764  | 8,65  |
| Хердис Кьерюльф Торгейрсдоттир | 4189    | 2,63  |
| Андреа Йоуханна Оулафсдоуттир  | 2867    | 1,80  |
| Ханнес Бьярнасон               | 1556    | 0,95  |

### 2016 год
Основная статья: Президентские выборы 25 июня 2016 года.
| Кандидаты                      | Голосов | %     |
| ------------------------------ | ------- | ----- |
| Гвюдни Торласиюс Йоуханнессон  | 71 356  | 38,49 |
| Хадла Тоумасдоуттир            | 50 995  | 27,51 |
| Андри Снайр Магнасон           | 26 037  | 14,04 |
| Давид Оддссон                  | 25 108  | 13,54 |
| Стюдла Хоульм Йоунссон         | 6446    | 3,48  |
| Элисабет Кристин Ёкульсдоуттир | 1280    | 0,69  |
| Аусттоур Магнуссон             | 615     | 0,33  |
| Гвюдрун Маргрьет Паульсдоуттир | 477     | 0,26  |
| Хильдур Тоурдардоуттир         | 294     | 0,16  |

### 2020 год
Основная статья: Президентские выборы 27 июня 2020 года.
| Кандидаты                     | Голосов | %     |
| ----------------------------- | ------- | ----- |
| Гвюдни Торласиюс Йоуханнессон | 150 913 | 92,20 |
| Гвюдмюндюр Франклин Йоунссон  | 12 797  | 7,80  |

### 2024 год
Основная статья: Президентские выборы 1 июня 2024 года.
| Кандидаты                            | Голосов | %     |
| ------------------------------------ | ------- | ----- |
| Хадла Тоумасдоуттир                  | 73 182  | 34,15 |
| Катрин Якобсдоуттир                  | 53 980  | 25,90 |
| Хадла Хрюнд Логадоуттир              | 33 601  | 15,68 |
| Йоун Гюннар Кристинссон (Йоун Гнарр) | 21 634  | 10,09 |
| Бальдюр Тоурхадльссон                | 18 030  | 8,41  |
| Арнар Тоур Йоунссон                  | 10 881  | 5,08  |
| Стейнюнн Оулина Торстейнсдоуттир     | 1383    | 0,65  |
| Аусттоур Магнуссон Виюм              | 465     | 0,22  |
| Аусдис Раун Гюннарсдоуттир           | 394     | 0,18  |
| Виктор Трёйстасон                    | 392     | 0,18  |
| Хельга Тоурисдоуттир                 | 275     | 0,13  |
| Эйрикюр Инги Йоуханнссон             | 101     | 0,05  |